# Nikos Logothetis
Nikos Logothetis (Istambul, Turquia, 1950) é um biologista e neurocientista grego.

## Prêmios e condecorações
- 1999: Prêmio Golden Brain
- 2004: Prêmio Zülch
- 2007: Prêmio Neuroplasticidade
- 2008: Membro da Academia de Artes e Ciências dos Estados Unidos

## Publicações
- Logothetis, N. K. & Sheinberg, D. L.: Visual object recognition. Annu. Rev. Neurosci. 19 (1996) 577–621
- Randolph Blake & Nikos K. Logothetis: Visual competition. Nature Reviews Neuroscience 3 (2001) 1-11
- Logothetis NK, Pauls J, Augath M, Trinath T, Oeltermann A: Neurophysiological investigation of the basis of the fMRI signal. Nature 412 (2001) 150-157
- On the neural basis of the BOLD fMRI signal. Philos. Trans. R. Soc. London Ser. B. 357 (2002) 1003–1037
- The underpinnings of the BOLD functional magnetic resonance imaging signal. J. Neurosci. 23 (2003) 3963–3971
- Nikos K. Logothetis & Josef Pfeuffer: On the nature of the BOLD fMRI contrast mechanism. Magnetic Resonance Imaging 22 (2004) 1517–1531
- Nikos K. Logothetis & Brian A. Wandell: Interpreting the BOLD signal. Annu. Rev. Physiol. 66 (2004) 735–769